# Hans Van Themsche
Hans Van Themsche (Wilrijk, 7 de febrero de 1988) es un skinhead[cita requerida], estudiante y racista belga que el 11 de mayo de 2006 (cuando tenía 18 años de edad), disparó con un rifle a tres personas, matando a dos e hiriendo gravemente a otra, antes de ser detenido por la policía mediante un disparo en el abdomen. La motivación de los crímenes surgió de su convicción racista.
El evento altamente mediatizado llamó la atención pública y política importante de las responsabilidades relativas a la presentación política de los asuntos de inmigración y raciales y sus posibles efectos sobre los individuos.

## Biografía
Hans Van Themsche nació en una familia de clase media en el distrito de Wilrijk, un barrio en el sur de la ciudad de Amberes (en la región flamenca de Bélgica). Según su madre, tuvo una infancia sin «juguetes de guerra».
Su padre estaba afiliado al Vlaams Belang, un grupo belga de extrema derecha.
El adolescente fue influenciado por las ideas del VB, que tiene más adeptos en el norte del país.
Precisamente en Amberes, donde ocurrió el atentado, el VB ganó un tercio de los votos en las últimas elecciones regionales.

## Hechos
El 11 de mayo de 2006, Van Themsche viajó de Roeselare a Amberes, donde esa mañana compró legalmente un rifle de caza y municiones de un comerciante local de armas en el centro de la ciudad. Unos diez minutos antes del mediodía, vestido totalmente con ropa negra, Van Themsche le disparó en el pecho a Songul Koç, una mujer turca que estaba sentada en un banco leyendo un libro, y quedó gravemente herida. Un poco más adelante, Van Themsche encontró a Oulemata Niangadou, una joven negra maliense de 24 años y embarazada, que trabajaba de niñera y en ese momento estaba al cargo de Luna Drowart, una niña blanca belga de 2 años.
Van Themsche les disparó a ambas a quemarropa por la espalda, matándolas instantáneamente. Mientras se trasladaba a otro lado (presumiblemente en busca de más víctimas) Van Themsche fue interceptado por un policía que pasaba, que lo apuntó con su pistola y le ordenó que entregara el rifle. Ante un movimiento sospechoso de Van Themsche, el oficial le disparó una vez en el estómago, neutralizándolo.
Más tarde el padre del asesino comentó: «Ante mis ojos, el policía que le disparó a mi hijo es un héroe. Me alegro de que el hombre haya tenido tanto valor, o hubiesen caído incluso más víctimas».
Mientras estaba siendo trasladado al hospital, se describió a sí mismo como un skinhead y admitió a la policía que los ataques estaban dirigidos a los no blancos. Cuando se le preguntó por qué había matado a la niña belga de dos años de edad ―de piel blanca―, dijo que «estaba en el lugar y momento equivocado», pero que «estar al lado de un negro era razón suficiente para matarla».
Según su declaración, su razón para atacar y matar a personas negras era que en la escuela había sido intimidado por extranjeros.

## Condena
El 11 de octubre de 2007, un jurado de 12 ciudadanos encontró a Van Themsche culpable de todos los cargos presentados contra él.
Según su declaración, la razón para atacar gente de color era de que solía ser intimidado por extranjeros en la escuela. En el juicio, los abogados de la defensa argumentaron que Van Themsche sufría de síndrome de Asperger y el trastorno narcisista de la personalidad y era, por lo tanto inconsciente de sus actos.
También consideró que los asesinatos fueron motivados por el racismo. Y fue condenado a cadena perpetua, pero las leyes belgas contemplan como cadena perpetua un máximo de un cumplimiento de 30 años de prisión. Además se le multó con pagarle 325 000 € a los familiares de las víctimas y a Songul Koç; costes adicionales de tratamiento se sumaría a sus deudas.